# Zeuktophyllum
Zeuktophyllum (лат.) — род суккулентных растений семейства Аизовые (Aizoaceae), подсемейства Ruschioideae, естественно произрастающий на территории Капской провинции Южно-Африканской Республики. На 2023 год, включает 2 вида.

## Название
Родовое латинское (научное) название Zeuktophyllum происходит от греческих слов zeuktos, — «соединенный», и phyllon, — «лист», и относится к близко расположенным парам листьев.
В отсутствие русскоязычного названия рода в авторитетных источниках, вероятным вариантом названия на русском языке будет «Зеуктофиллум».

## Ботаническое описание
Представители рода — крепкие карликовые кустики, которые могут достигать высоты до 10 см. Они имеют древесные стебли, на каждой ветке растут 3-4 пары листьев. Корни мочковатые. Листья перегнутые, сросшиеся у основания, трехгранные, заостренные и могут достигать длины до 30 мм. Их эпидермис гладкий.
Цветки одиночные и расположены в верхушечных позициях на коротких цветоножках. Чашелистиков 4, неодинаковые. Лепестки белого цвета. Присутствуют стаминодии, нектарник представляет собой ряд мелких зубцов в виде сплошного кольца. Рылец 10, шиловидной формы. Плод — 10-гнездная коробочка, которая напоминает плоды рода Lampranthus. Она деревянистая, плоская сверху, с расширяющимися килями. Семена имеют короткие шероховатости.

## Распространение
Распространен в природе на кварцитовых склонах в окрестностях Ледисмита и Лэйнгсбурга в Западном Кейпе.

## Таксономия
Zeuktophyllum N.E.Br., первое упоминание в Gard. Chron., ser. 3, 81: 12. (1927).

### Виды
Согласно данным сайта WFO Plantlist на июнь 2023 года, род состоит из 2 видов:
- Zeuktophyllum calycinum (L.Bolus) H.E.K.Hartmann
- Zeuktophyllum suppositum (L.Bolus) N.E.Br. typus